# Arkadij Vorob'ëv
Arkadij Nikitič Vorob'ëv (in russo Аркадий Никитич Воробьёв?; Mordovo, 3 ottobre 1924 – Mosca, 22 dicembre 2012) è stato un sollevatore e saggista sovietico, studioso nel campo della medicina dello sport.
Ha gareggiato alle Olimpiadi del 1952, 1956 e 1960 in rappresentanza dell'Unione Sovietica, vincendo, nell'ordine, una medaglia di bronzo e due medaglie d'oro.
Tra il 1950 e il 1960 ha stabilito 16 record mondiali ufficiali. Più tardi, per molti anni, ha guidato la squadra nazionale e il programma di sollevamento pesi sovietico. Nel 1995 è stato inserito nella Hall of Fame della International Weightlifting Federation.

## Biografia
Vorob'ëv è nato nel villaggio di Mordovo, Oblast di Tambov, in Russia. Durante la seconda guerra mondiale prestò servizio nella Marina sovietica sul Mar Nero. Dopo la guerra ha lavorato al restauro del porto marittimo di Odessa, come sminatore subacqueo. Qui Vorob'ëv ha familiarizzato con il sollevamento pesi e la sua prima competizione è stata il campionato del porto marittimo.
Più tardi vinse diversi titoli mondiali (1953-55, 1957 e 1958) e europei (1950, 1953-1955, 1958) nelle categorie dei pesi massimi leggeri e mediomassimi. Tra il 1950 e il 1960 ha stabilito 26 record mondiali, 16 dei quali sono diventati ufficiali. Per molti anni Vorob'ëv fu capitano della squadra di sollevamento pesi sovietica, e dopo essersi ritirato dalle competizioni divenne il suo capo allenatore.
Nel 1957 Vorob'ëv si diplomò presso un istituto di medicina; nel 1962 ha svolto un dottorato di ricerca e nel 1970 ha conseguito l'abilitazione alla formazione per sollevamento pesi presso l'Istituto di medicina aeronautica e spaziale di Mosca. Dal 1977 è stato rettore dell'Istituto dell'Oblast di Mosca di cultura e sport fisici.
Oltre alla sua carriera scientifica, Vorob'ëv ha pubblicato cinque libri di testo e circa 200 articoli scientifici sul sollevamento pesi. Era un leader del programma sovietico di allenamento per sollevamento pesi e uno dei primi scienziati sovietici ad applicare i computer al processo di addestramento. Tra i suoi studenti c'erano allenatori d'élite e sportivi provenienti da Russia, Bulgaria, Cuba, Ungheria e molti altri paesi.